# Station Wielanowo
Station Wielanowo is een spoorwegstation in de Poolse plaats Wielanowo.